# Ian Hainsworth
Ian Hainsworth is een personage uit de Amerikaanse televisieserie Desperate Housewives, gespeeld door Dougray Scott.

## Verhaallijn
Ian Hainsworth ontmoet Susan Mayer voor het eerst in het ziekenhuis, waar ze beiden aan het bed zitten van het comateuze geliefden, respectievelijk Jane Hainsworth en Mike Delfino. Susan wil het houden bij een gewone vriendschap, omdat ze nog altijd hoop heeft op een miraculeuze ontwaking van Mike, ook al ligt hij al zes maanden in de coma. Ian, wiens vrouw in coma ligt door een ongeluk tijdens het paardrijden, wil echter verdergaan. In tegenstelling tot zijn schoonouders heeft hij de hoop op Jane's ontwaking allang opgegeven en wil hij verdergaan met zijn leven. Hij nodigt Susan uit voor een etentje, waar ze ongelukkig genoeg Jane's ouders tegen het lijf lopen. Ian maakt hen wijs dat Susan Jane's dokter is, waardoor Susan er nu echt zeker van is dat ze geen relatie wil beginnen met Ian, omdat ze gelooft dat hij nog geen afscheid heeft kunnen nemen van Jane.
Ian kan haar echter overtuigen om samen op vakantie te gaan in de bergen, waar ze uiteindelijk samen in bed duiken. Susan kampt echter met een torenhoog schuldgevoel wanneer haar dochter, Julie, haar opbelt, met het nieuws dat Mike uit zijn coma ontwaakt is. Susan staat erop meteen naar Fairview te vertrekken, met frustraties bij Ian tot gevolg.
Eens in de stad blijkt Edie Britt Mike wijs te hebben gemaakt dat Susan hem altijd slecht behandeld heeft en dat zij en Mike een relatie hadden. Mike, die geheugenverlies heeft en zich niets van de laatste twee jaar herinnert, gelooft haar en ontloopt Susan. Deze is er het hart van in, maar valt zo in de armen van Ian.
Ian nodigt Susan uit om in zijn huis te overnachten, met norse reacties van de butler tot gevolg. Wanneer ze vraagt om een lade van de kast te krijgen om daar haar spullen in te leggen voor als ze weer eens langskomt, weigert de butler haar eentje in het huis te geven. Ian maakt een schuif van Jane leeg en Susan beseft nu dat Ian zeker van zijn stuk is: Jane is het verleden, zij de toekomst.
Een paar weken later gaat de toestand van Jane drastisch achteruit. Ian is net op zakenreis en vraagt Susan om naar haar toe te gaan, om er zeker van te zijn dat ze niet alleen is wanneer ze sterft. Een vriendin van Jane, ook op dat moment op bezoek, weet haar te vertellen dat Jane ooit Ian bedrogen heeft. Dit wordt nog eens vermeld wanneer Ian aan de telefoon vertelt dat hij Jane nog dingen te vertellen heeft, dingen die hij haar nooit heeft kunnen vergeven. Dankzij Susan, die haar telefoon tegen Jane's oor houdt, kan Ian toch nog afscheid nemen van Jane, want ze sterft voordat hij in het land is.
Op de begrafenis van Jane komt de familie erachter dat Susan de nieuwe vriendin van Ian is. Susan schaamt zich enorm, maar Ian maakt haar duidelijk dat hij met haar wil trouwen. Ze staan echter in de balsemkamer van het mortuarium en het lijkt hen beter om het aanzoek naar later te verschuiven.
Ondertussen is Mike in de gevangenis beland, beschuldigd van een moord. Susan gelooft in zijn onschuld en wil hem helpen nu Edie hem in de steek heeft gelaten. Ian is jaloers, omdat hij denkt dat Mike nog altijd van Susan houdt, en huurt een advocaat in, op voorwaarde dat Susan uit Mike's buurt blijft.
Wanneer Mike vrijkomt, wordt Ians ergste vrees waarheid: Mike is nog altijd verliefd op Susan en is van plan haar te overtuigen om voor haar te kiezen. Wanneer hij er ook achter komt dat Mike een verlovingsring bij zich had op het moment van het ongeluk waardoor hij in een coma belandde, besluit hij er vaart achter te zetten en hij vraagt Susan ten huwelijk bij de opening van de pizzeria van Tom Scavo.
Mike geeft echter niet op: tijdens de voorbereidingen van het huwelijk is Susan het wedijveren tussen de twee mannen beu en vertelt hen allebei haar voorlopig met rust te laten.
Na een (verplicht) bezoek aan een therapeut komt Susan erachter dat ze tóch moet kiezen tussen de twee mannen. In aflevering 3.20, "Gossip", kiest ze in het voordeel van Ian. Deze vertrekt echter wanneer hij Susan een telefoonberichtje van Mike steeds opnieuw laat afspelen, hopend op een beter leven voor zowel Susan als zichzelf...